# Salvatore Pennella
Salvatore Pennella (Benevento, 14 maggio 1899 – ...) è stato un politico e ingegnere italiano.

## Biografia
Nato a Benevento nel 1899 da Paolo Pennella e Concetta Fierro, conseguì la laurea in ingegneria ed esercitò la professione di ingegnere civile nella sua città. Ex popolare, vicino all'area di Giambattista Bosco Lucarelli, fu eletto consigliere comunale per la Democrazia Cristiana nella prima legislatura di Benevento di età repubblicana. Il 7 gennaio 1947 divenne sindaco di Benevento, primo sindaco della città democraticamente eletto, guidando l'amministrazione comunale con una giunta eterogenea composta da esponenti di tutte le forze politiche.
Negli anni cinquanta e sessanta fu presidente dell'Istituto autonomo per la case popolari della provincia di Benevento. Durante la sua attività come ingegnere civile, fu progettista e direttore dei lavori di molti edifici realizzati in città e in provincia, tra cui la nuova chiesa di Santa Maria di Costantinopoli.